# Lynsted
Lynsted is een plaats in het bestuurlijke gebied Swale, in het Engelse graafschap Kent. Samen met Kingsdown vormt het de civil parish Lynsted with Kingsdown.